# Max Christie

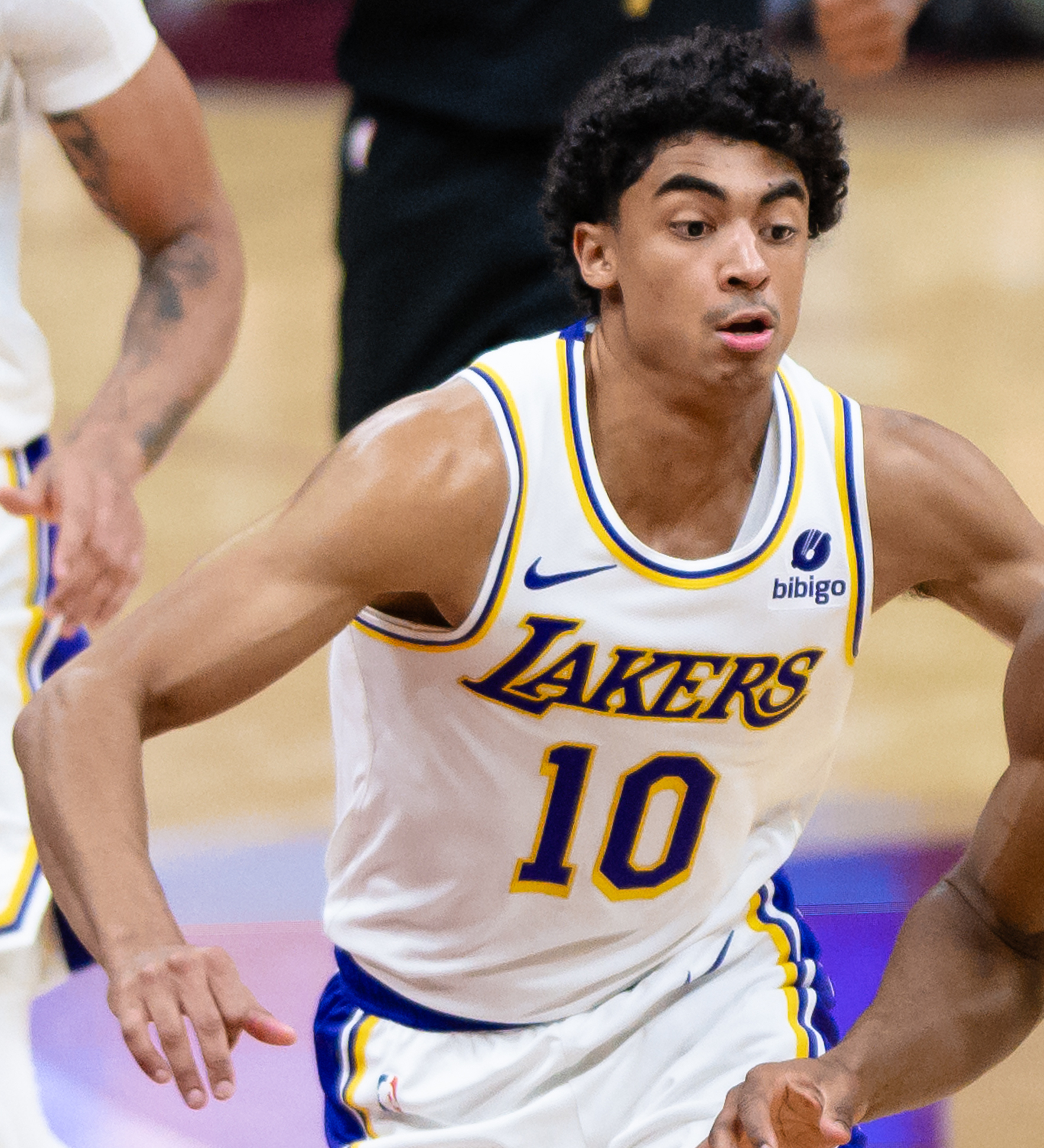
Max Christie, 2023.

Cormac Karl "Max" Christie Jr., född 10 februari 2003 i Arlington Heights i Illinois, är en amerikansk professionell basketspelare (SG) som spelar för Dallas Mavericks i National Basketball Association (NBA). Han har tidigare spelat för Los Angeles Lakers.
Christie draftades av Los Angeles Lakers i andra rundan i 2022 års draft som 35:e spelare totalt.
Innan han blev proffs studerade Christie vid Michigan State University och spelade för deras idrottsförening Michigan State Spartans.
Han är bror till Cam Christie.